# Kirill Pogrebnjak
Kirill Viktorovič Pogrebnjak (in russo Кирилл Викторович Погребняк?; Mosca, 27 giugno 1992) è un ex calciatore russo, di ruolo attaccante.

## Carriera

### Club
Ha giocato nella massima serie dei campionati russo, svedese e uzbeko.

### Nazionale
Ha giocato nelle nazionali giovanili russe Under-18, Under-19 ed Under-20.